# Mink's
Mink's, de son vrai nom Stéphane Franck Minkada, est un rappeur camerounais. Il se fait connaitre en 2016 grâce au succès de son titre Le gars là est laid. Il est auteur de trois albums, dont le dernier Urban Bantou est sorti en 2021.

## Biographie

### Enfance et débuts
Mink’s est né le 19 août 1991 au Cameroun. Il est originaire de la région de l’Est. Installé à Douala au quartier Bonamoussadi, il commence à écrire des textes en 2008 et se fait remarquer par des amis fans de rap qui l'encouragent à se présenter à des concours de rap dont le Mboa Come Test et bien d’autres. Grâce à sa voix, son écriture et son aisance sur scène, sa notoriété grandit rapidement sur la scène locale. Il participe ensuite à plusieurs autres concours et initiatives locales de hip-hop parmi lesquels Challenge Vacances, NSC3, AKDMY, MTN Make The Music et Hip Hop Talent Search. Ces compétitions qui lui permettront de se faire un nom et lui donner l'opportunité d'intégrer le label Ach4life.

### Carrière
Mink's entame sa carrière en 2013 et sort cette année-là, une mixtape intitulée I’m MIN. La même année, il participe la compétition de rap Hip Hop Talent Search organisé par Achille Djoumsie, le patron du label Ach4Life et sort finaliste. Il signe alors sous le label Ach4Life. En 2014, Mink's sort son premier album intitulé Ivoire noir, un album de 11 titres produit par Ach4life,.
En 2014, il sort le single Sponsor, puis Le Number et Panthères en 2015, et en 2016, le tube Le Gars là est laid. La chanson connait un énorme succès national et international. La chanson sera remixée par le rappeur Franko sous le titre Je suis laid, et par Tenor à travers le titre La Fille là est laide. Il acquiert une grande visibilité et s'impose dans le milieu du rap camerounais. Par la suite, il sort le 11 octobre 2016, son deuxième album intitulé Tranches de vie, un album composé de 10 titres,. Entre 2016 et 2019, il multiplie les collaborations à l'international avec notamment Couper l’appétit avec le béninois Fanicko et Ça va te tuer avec le Congolais DJ Kenny. En 2019, il sort le single Officialisé.
Le 18 juin 2021, Mink’s sort son troisième album, intitulé Urban Bantou. Il fait une grande tournée dans plusieurs pays européens et est invité en France, sur le plateau de l'émission Légendes urbaines sur RFI, et sur France 24 présentée par Juliette Fievet.

## Discographie

### Albums studio
- 2013 : Ivoire noir
- 2014 : Tranches de vie
- 2021 : Urban Bantou

### Singles
- 2015 : Panthères, avec Franko
- 2016 : Le Number
- 2016 : Le Gars là est laid
- 2016 : Sponsor, avec Salatiel
- 2017 : Koi me fait?, avec Locko
- 2018 : Couper l'appétit, avec Fanicko
- 2019 : Officialisé
- 2022 : L'eau Du Rap
- 2023 : Boumla (On ne pleure pas)
- 2023: Le chaud des gens
- 2023: Ton comportement avec KO-C

### Collaborations
- 2017 : Mimbayeur, de Blanche Bailly
- 2017 : Power, avec Locko, Magasco, Tenor et Rythmz
- 2017 : Abandon, de Black T
- 2018 : Power 2, avec Tenor, Magasco, Locko, Mimie
- 2018 : Mon goût, de X-Maleya
- 2018 : Ça va te tuer de DJ Kenny
- 2018 : Toucher le plafond, de Floby
- 2019 : La Vie, c'est un tour, avec Nabila
- 2020 : Sissiah, de Kameni
- 2020 : Faut laisser, de Amenem
- 2022 : Arroser la tomate, d'Esthétique Mouana